# Rád
Rád là một thị trấn thuộc hạt Pest, Hungary. Thị trấn này có diện tích 17,74 km², dân số năm 2010 là 1891 người, mật độ 107 người/km².